# Alfred Aufdenblatten
Alfred Aufdenblatten (Zermatt, 12 novembre 1897 – Zermatt, 17 giugno 1975) è stato uno sciatore di pattuglia militare e fondista svizzero.

## Biografia
Alpinista e guida alpina, Alfred Aufdenblatten prese parte ai I Giochi olimpici invernali di Chamonix-Mont-Blanc 1924 gareggiando nello sci di fondo, senza concludere la gara dei 50 km, e nella pattuglia militare, disciplina nella quale vinse la medaglia d'oro in squadra con Alfons Julen, Denis Vaucher e Anton Julen (3:56:06 e 8 centri). Gli svizzeri si imposero sulle nazionali finlandese e francese.

## Palmarès

### Olimpiadi
- 1 medaglia:
  - 1 oro (pattuglia militare a Chamonix-Mont-Blanc 1924)